# Argilomineral
Argilomineral é o nome técnico, usado em geologia, para definir minerais constituídos por silicatos hidratados de alumínio e ferro, que podem conter elementos alcalinos, como o sódio e potássio e alcalinos terrosos, como o cálcio e magnésio.

Argilominerais formam as Argilas, que Segundo a NBR 7250, são compostas de partículas coloidais de diâmetro inferior a 0,005mm, com alta plasticidade quando úmidas e que, secas, formam torrões que geralmente não são quebrados com a pressão dos dedos.